# Jorge Agüero
Jorge Cristopher Agüero Pozo (Lima, Perú, 25 de julio de 2001) es un futbolista peruano. Juega como centrocampista y su equipo actual es Unión Santo Domingo de la Liga 3 de Perú.

## Trayectoria

### Universitario de Deportes
Realizó todas las divisiones menores en Universitario de Deportes, club al que llegó a los 6 años. A inicios del 2019 fue ascendido al equipo de reserva, teniendo bastante continuidad. En septiembre del 2020 firmó su primer contrato profesional con Universitario, firmando hasta finales del 2021.

### Deportivo Coopsol
Con el objetivo de buscar mayor continuidad, fue cedido a préstamo por todo el 2021 al Deportivo Coopsol. Debutó en el fútbol profesional en la primera fecha de la Liga 2 frente a Comerciantes Unidos. En la fecha 2, sería titular frente a Atlético Grau. Jugó 6 partidos en la temporada, sin embargo, su club tuvo una temporada irregular y no logró clasificar a las fases finales.

#### Regreso a Universitario
Regreso a Universitario de Deportes en busca de oportunidades , debutaría ante el Sporting Critsal entrando por Alberto Quintero , entraría por Alexander Succar ante el FBC Melgar.

### ADT de Tarma
Sería enviado a préstamo por toda la temporada 2023 en busca de oportunidades.
En el 2024 fichó por Juan Pablo II College para afrontar la Liga 2 2024. A pesar de haber errado en los penales en semifinales, logró el ansiado ascenso a la Liga 1.

## Estadísticas

### Clubes
Actualizado al último partido disputado el 8 de octubre de 2023.
| Club                             | Div.          | Temporada     | Liga  | Liga  | Copas nacionales | Copas nacionales | Copas internacionales | Copas internacionales | Total | Total |
| Club                             | Div.          | Temporada     | Part. | Goles | Part.            | Goles            | Part.                 | Goles                 | Part. | Goles |
| -------------------------------- | ------------- | ------------- | ----- | ----- | ---------------- | ---------------- | --------------------- | --------------------- | ----- | ----- |
| Deportivo Coopsol · Perú         | 2.ª           | 2021          | 6     | 0     | ―                | ―                | ―                     | ―                     | 6     | 0     |
| Deportivo Coopsol · Perú         | Total club    | Total club    | 6     | 0     | 0                | 0                | 0                     | 0                     | 6     | 0     |
| Universitario de Deportes · Perú | 1.ª           | 2022          | 2     | 0     | ―                | ―                | 0                     | 0                     | 2     | 0     |
| Universitario de Deportes · Perú | Total club    | Total club    | 2     | 0     | 0                | 0                | 0                     | 0                     | 2     | 0     |
| ADT · Perú                       | 1.ª           | 2023          | 12    | 0     | ―                | ―                | ―                     | ―                     | 12    | 0     |
| ADT · Perú                       | Total club    | Total club    | 12    | 0     | 0                | 0                | 0                     | 0                     | 12    | 0     |
| Total carrera                    | Total carrera | Total carrera | 20    | 0     | 0                | 0                | 0                     | 0                     | 20    | 0     |